# Roberto Carballés Baena
Roberto Carballés Baena (født 23. marts 1993 på Tenerife, Spanien) er en professionel tennisspiller fra Spanien.